# Jean-Jacques Rifaud
Jean-Jacques Rifaud, né à Marseille le 28 novembre 1786 (baptisé le lendemain dans l'église Notre-Dame-des-Accoules) et mort à Genève le 9 septembre 1852 , est un sculpteur, aussi pionnier de la recherche des antiquités en Égypte où il a procédé à des fouilles pour le compte de Bernardino Drovetti.
Pendant longtemps, la connaissance de cet explorateur a été limitée à ce qu'il avait publié et on ignorait le lieu de son décès.

## Biographie
Jean-Jacques Rifaud est le fils d'Anne Seneq et de Joseph Rifaud, artisan doreur prospère. Pendant la Révolution française ils doivent quitter Marseille et se réfugient à la campagne.
La famille revient à Marseille en 1795 où il va apprendre le métier de sculpteur sur bois et sur pierre. Cette formation est celle d'un simple décorateur sur bois.
Rifaud quitte Marseille en 1803, ayant décidé de commencer un tour de France. Pendant ses différentes étapes de voyage il va vivre des ressources que lui procurent son travail de sculpteur. Il arrive à Paris en 1805 et entre dans la franc-maçonnerie. Il voit un avenir prometteur se profiler par son engagement sur le chantier du Louvre.
Mais les obligations militaires l'obligent à revenir à Marseille. En 1807, il est en Espagne. Arrivé sur place, il déserte. Il visite le pourtour de la Méditerranée et effectue de nombreux croquis des paysages.

### Fouilles en Égypte
En 1813, Jean-Jacques Rifaud embarque pour l'Égypte. Dès son arrivée à Alexandrie, il se présente au consul de France Bernardino Drovetti qui l'engage comme fouilleur pour son compte. Rifaud s'intéresse aux coutumes, aux mœurs de la population égyptienne, à la langue, mais également à la faune et à la flore. C'est cette exhaustivité qui fera l'intérêt des témoignages de l'explorateur.
C'est à Thèbes, en septembre 1816, que Rifaud fait ses premières découvertes avec un très grand nombre de sculptures, de monuments qui ornent aujourd'hui les principaux musées d'Europe. Son succès dure jusqu'en 1823. Personne d'autre que Rifaud, à ce jour, n'a pu fouiller autant de sites différents à Thèbes.
Jean-Jacques Rifaud continue son exploration dans l'oasis du Fayoum où il débute des fouilles en 1823, mais il n'obtient pas la même réussite qu'à Thèbes. Il décide alors de partir pour le Delta en Basse-Égypte, une zone encore totalement inexplorée. C'est dans la région de Damiette qu'il va trouver de nouvelles pièces. Il fouille l'ancienne Tanis, aujourd'hui le Tell San el-Hagar, depuis le 27 juin 1825 jusqu'au 30 octobre de la même année. Il y trouve deux grands sphinx de granite rose qui se trouvent aujourd'hui au musée du Louvre. Il a dessiné un croquis de ses fouilles utilisé par Jean Yoyotte pour commenter les fouilles qu'il a faites en 1966. On lui attribue la découverte de onze statues royales.

### Publication duVoyage en Égypte, en Nubie, et lieux circumvoisins
Rifaud décide de retourner en Europe afin de publier son œuvre monumentale sur son exploration de l'Égypte, mais manque d'argent. Rifaud avait dû laisser à Alexandrie les statues des fouilles de Tanis qui lui revenaient. Rifaud doit partir à la recherche de moyens financiers et publie un prospectus appelant le public à souscrire à l'édition d'un grand ouvrage, le Voyage en Égypte, en Nubie, et lieux circumvoisins qui devait comprendre « Cinq volumes de texte in-8° ornés de 300 planches représentant les mœurs de ces contrées, costumes, cérémonies religieuses et autres fêtes, amusements et monuments, plans topographiques, histoire naturelle, et tout ce qui a rapport à l'industrie et à l'agriculture des habitants ».
C'est alors le combat de toute sa vie qui commence. Débarqué à Marseille en 1827, il se rend à Paris où il va chercher l'appui des milieux ultra-royalistes. Il dédie à la duchesse de Berry le Tableau de l’Égypte, de la Nubie et des lieux circonvoisins, ou Itinéraire à l'usage des voyageurs qui visitent ces contrées. Mais les ordonnances sur la presse ont mis au chômage les ouvriers d’imprimerie qui vont alors participer activement aux journées de juillet 1830. En juillet 1830, les livraisons I à III de l'atlas du Voyage sont prêtes. Mais la révolution de 1830 va faire fuir la majorité de ses souscripteurs et rendre précaire le financement de la publication. Les ouvriers du livre réforment les armoiries des planches et il doit transférer la dédicace de l'œuvre au roi Louis-Philippe. Cela n'a pas suffi à résoudre ses problèmes financiers.
Il va parcourir pendant les vingt dernières années de sa vie toute l'Europe pour trouver les soutiens financiers pour sa grande œuvre. Il n'y arrivera malheureusement jamais. On le voit au Royaume-Uni en 1832-1833. L'impression des planches s'arrête à Paris avec la XXVe livraison, en 1834. En 1837, on le trouve en Russie et le tsar Nicolas Ier accepte la dédicace du Voyage. En 1849, il a une liste de soixante-dix-sept souscripteurs russes qui sont venus s'ajouter à ceux qu'il avait encore en France, en Angleterre et en Hollande, en Allemagne et en Belgique. Le prospectus est réimprimé à Bruxelles en 1842. Les cent-vingt-deux planches réalisées en France sont refaites par des graveurs allemands et à l'imprimerie bruxelloise de la Veuve Lacroix. Des trois-cents planches promises aux souscripteurs, seules deux-cent-vingt-trois furent éditées, mais les cinq volumes de texte du Voyage n'ont jamais vu le jour. Il va en résulter des éditions très différentes du Voyage suivant le pays où l'édition est conservée. Jean Yoyotte en a retrouvé une vingtaine d'exemplaires dont pratiquement aucun n'est identique.
La grande œuvre de Rifaud, Voyage en Égypte, en Nubie et lieux circonvoisins depuis 1805 jusqu’en 1827 est restée inachevée.
Les égyptologues critiquent son travail car ses dessins sont souvent gauches avec des indications erronées. Cependant ses dessins ayant été faits sur site avant les destructions totales ou partielles de certains monuments, ils donnent une information utile. Dans ses écrits, Rifaud avait témoigné de l'existence de certains sites archéologiques avant qu'ils ne soient redécouverts près de cinquante ans plus tard.
C'est en 1974 que paraît un article d'Anne-Marie Pfister signalant que Jean-Jacques Rifaud est mort à Genève en 1852 et que la bibliothèque municipale de cette ville possède des documents découverts à sa mort.

## Ouvrages publiés
- Jean-Jacques Rifaud, Tableau de l'Égypte, de la Nubie et des lieux circonvoisins, ou Itinéraire à l'usage des voyageurs qui visitent ces contrées, Paris, Treuttel et Würtz, 1830 (lire en ligne).
- Jean-Jacques Rifaud, Rapports faits par les diverses académies et sociétés savantes de France sur les ouvrages et collections rapportés de l'Égypte et la Nubie, Paris, imprimerie de Crapelet, 1829 (lire en ligne).
- Jean-Jacques Rifaud, Recueil des rapports et analyses faites par les diverses académies et sociétés savantes de France et étrangères sur les travaux scientifiques fait par M. le chevalier Rifaud sur l'Égypte, la Nubie et les lieux circonvoisins depuis 1803 jusqu'en 1828, Munich, imprimerie Dr Charl. Wolf, 1843 (lire en ligne).
- Jean-Jacques Rifaud, Description des fouilles et des découvertes faites par M. Rifaud dans la partie Est de la butte Koum-Medinet-el-Farès : accompagnée du dessin, des coupes et du plan des constructions inférieures : lue à la société de Géographie, le vendredi 19 juin 1829, Société de géographie, 1829 (lire en ligne).

## Décorations
- Chevalier de la Légion d'honneur en 1831[3].